# Xenophthalmodinae
De Xenophthalmodinae zijn een onderfamilie van krabben (Brachyura) uit de familie Pilumnidae.

## Geslachten
De Xenophthalmodinae omvatten de  volgende geslachten:
- Xenophthalmodes Richters, 1880

### Uitgestorven
- † Arges  De Haan, 1835